# Myrcianthes osteomeloides
Myrcianthes osteomeloides är en myrtenväxtart som först beskrevs av Henry Hurd Rusby, och fick sitt nu gällande namn av Mcvaugh. Myrcianthes osteomeloides ingår i släktet Myrcianthes och familjen myrtenväxter. Inga underarter finns listade i Catalogue of Life.